# Itzhak de Laat
Itzhak de Laat (Leeuwarden, 13 juni 1994) is een Nederlands shorttracker.

## Persoonlijke records
| Afstand              | Tijd     | Datum            | Locatie                | Locatie               | Overig |
| Afstand              | Tijd     | Datum            | Baan                   | Plaats                | Overig |
| -------------------- | -------- | ---------------- | ---------------------- | --------------------- | ------ |
| 500 meter            | 40,394   | 3 november 2018  | Olympic Oval           | Calgary, Canada       |        |
| 1000 meter           | 1.23,912 | 6 november 2016  | Olympic Oval           | Calgary, Canada       |        |
| 1500 meter           | 2.11,781 | 10 februari 2018 | Gangneung Science Oval | Gangneung, Zuid-Korea |        |
| 3000 meter           | 4.41,752 | 8 januari 2017   | Jaap Edenbaan          | Amsterdam, Nederland  |        |
| 5000 meter aflossing | 6.28,879 | 4 november 2018  | Olympic Oval           | Calgary, Canada       | NR     |

## Resultaten

### Olympische Winterspelen & Wereld-, Europese en Nederlandse kampioenschappen
| Jaar | Evenement                    | Locatie                  | 500 meter        | 1000 meter       | 1500 meter       | 3000 meter (superfinale) | Klassement       | 5000 meter aflossing |
| ---- | ---------------------------- | ------------------------ | ---------------- | ---------------- | ---------------- | ------------------------ | ---------------- | -------------------- |
| 2010 | Olympische Winterspelen      | Vancouver, Canada        | Niet deelgenomen | Niet deelgenomen | Niet deelgenomen | Niet deelgenomen         | Niet deelgenomen | Niet deelgenomen     |
| 2010 | Wereldkampioenschappen       | Sofia, Bulgarije         | Niet deelgenomen | Niet deelgenomen | Niet deelgenomen | Niet deelgenomen         | Niet deelgenomen | Niet deelgenomen     |
| 2010 | Europese kampioenschappen    | Dresden, Duitsland       | Niet deelgenomen | Niet deelgenomen | Niet deelgenomen | Niet deelgenomen         | Niet deelgenomen | Niet deelgenomen     |
| 2010 | Nederlandse kampioenschappen | Tilburg, Nederland       | 9e               | 10e              | 7e               |                          | 8e               | –                    |
| 2011 | Wereldkampioenschappen       | Sheffield, Engeland      | Niet deelgenomen | Niet deelgenomen | Niet deelgenomen | Niet deelgenomen         | Niet deelgenomen | Niet deelgenomen     |
| 2011 | Europese kampioenschappen    | Heerenveen, Nederland    | Niet deelgenomen | Niet deelgenomen | Niet deelgenomen | Niet deelgenomen         | Niet deelgenomen | Niet deelgenomen     |
| 2011 | Nederlandse kampioenschappen | Groningen, Nederland     | 5e               | PEN              | 5e               | Goud                     | 4e               | –                    |
| 2012 | Wereldkampioenschappen       | Shanghai, China          | Niet deelgenomen | Niet deelgenomen | Niet deelgenomen | Niet deelgenomen         | Niet deelgenomen | Niet deelgenomen     |
| 2012 | Europese kampioenschappen    | Mladá Boleslav, Tsjechië | Niet deelgenomen | Niet deelgenomen | Niet deelgenomen | Niet deelgenomen         | Niet deelgenomen | Niet deelgenomen     |
| 2012 | Nederlandse kampioenschappen | Heerenveen, Nederland    | 15e              | 6e               | 4e               | Brons                    | 6e               | –                    |
| 2013 | Wereldkampioenschappen       | Debrecen, Hongarije      | Niet deelgenomen | Niet deelgenomen | Niet deelgenomen | Niet deelgenomen         | Niet deelgenomen | Niet deelgenomen     |
| 2013 | Europese kampioenschappen    | Malmö, Zweden            | Niet deelgenomen | Niet deelgenomen | Niet deelgenomen | Niet deelgenomen         | Niet deelgenomen | Niet deelgenomen     |
| 2013 | Nederlandse kampioenschappen | Amsterdam, Nederland     | 9e               | PEN              | 5e               |                          | 9e               | –                    |
| 2014 | Olympische Winterspelen      | Sotsji, Rusland          | Niet deelgenomen | Niet deelgenomen | Niet deelgenomen | Niet deelgenomen         | Niet deelgenomen | Niet deelgenomen     |
| 2014 | Wereldkampioenschappen       | Montréal, Canada         | Niet deelgenomen | Niet deelgenomen | Niet deelgenomen | Niet deelgenomen         | Niet deelgenomen | Niet deelgenomen     |
| 2014 | Europese kampioenschappen    | Dresden, Duitsland       | Niet deelgenomen | Niet deelgenomen | Niet deelgenomen | Niet deelgenomen         | Niet deelgenomen | Niet deelgenomen     |
| 2014 | Nederlandse kampioenschappen | Amsterdam, Nederland     | 5e               | 6e               | 6e               | 4e                       | 5e               | –                    |
| 2015 | Wereldkampioenschappen       | Moskou, Rusland          | Niet deelgenomen | Niet deelgenomen | Niet deelgenomen | Niet deelgenomen         | Niet deelgenomen | Niet deelgenomen     |
| 2015 | Europese kampioenschappen    | Dordrecht, Nederland     |                  |                  |                  |                          |                  | Brons                |
| 2015 | Nederlandse kampioenschappen | Amsterdam, Nederland     | 13e              | PEN              | 8e               |                          | 11e              | –                    |
| 2016 | Wereldkampioenschappen       | Seoel, Zuid-Korea        | 33e              | 29e              | 26e              |                          | 31e              | 8e                   |
| 2016 | Europese kampioenschappen    | Sotsji, Rusland          | Niet deelgenomen | Niet deelgenomen | Niet deelgenomen | Niet deelgenomen         | Niet deelgenomen | Niet deelgenomen     |
| 2016 | Nederlandse kampioenschappen | Amsterdam, Nederland     | 7e               | Brons            | 7e               | Zilver                   | 5e               | –                    |
| 2017 | Wereldkampioenschappen       | Rotterdam, Nederland     |                  |                  |                  |                          |                  | Goud                 |
| 2017 | Europese kampioenschappen    | Turijn, Italië           |                  |                  |                  |                          |                  | Goud                 |
| 2017 | Nederlandse kampioenschappen | Amsterdam, Nederland     | 6e               | 7e               | 4e               | Zilver                   | 4e               | –                    |
| 2018 | Olympische Winterspelen      | Pyeongchang, Zuid-Korea  |                  | 10e              | 6e               | –                        | –                | PEN                  |
| 2018 | Wereldkampioenschappen       | Montréal, Canada         | 38e              | DNF              | 30e              |                          | 27e              | 4e                   |
| 2018 | Europese kampioenschappen    | Dresden, Duitsland       | 6e               | 7e               | 8e               |                          | 10e              | Goud                 |
| 2018 | Nederlandse kampioenschappen | Heerenveen, Nederland    | 5e               | 4e               | Goud             | Brons                    | Zilver           | –                    |
| 2019 | Wereldkampioenschappen       | Sofia, Bulgarije         |                  |                  |                  |                          |                  |                      |
| 2019 | Europese kampioenschappen    | Dordrecht, Nederland     |                  |                  |                  |                          |                  |                      |
| 2019 | Nederlandse kampioenschappen | Heerenveen, Nederland    | Zilver           | Zilver           | Zilver           | Brons                    | Zilver           | –                    |

### Wereldkampioenschappen shorttrack junioren
| Jaar | Evenement                       | Locatie              | 500 meter | 1000 meter | 1500 meter | 1500 meter (superfinale) | Klassement | 3000 meter aflossing |
| ---- | ------------------------------- | -------------------- | --------- | ---------- | ---------- | ------------------------ | ---------- | -------------------- |
| 2010 | Wereldkampioenschappen junioren | Taipei, Taiwan       |           |            |            |                          |            | 7e                   |
| 2011 | Wereldkampioenschappen junioren | Courmayeur, Italië   | 8e        | 23e        | 12e        |                          | 13e        | 9e                   |
| 2012 | Wereldkampioenschappen junioren | Melbourne, Australië | 19e       | 29e        | 22e        |                          | 22e        | 6e                   |
| 2013 | Wereldkampioenschappen junioren | Warschau, Polen      | 18e       | 21e        | 16e        |                          | 14e        | 8e                   |

### Wereldbekermedailles
5000 meter aflossing
 Seoel, Zuid-Korea: 2014/2015
 Minsk, Wit-Rusland: 2016/2017
 Almaty, Kazachstan: 2018/2019
 Shanghai, China: 2014/2015
 Montréal, Canada: 2015/2016
 Dordrecht, Nederland: 2015/2016
 Salt Lake City, Verenigde Staten: 2016/2017
 Calgary, Canada: 2016/2017
 Shanghai, China: 2016/2017
 Dresden, Duitsland: 2016/2017
 Dordrecht, Nederland: 2017/2018
 Seoel, Zuid-Korea: 2017/2018
 Erzurum, Turkije: 2014/2015
 Eindklassement 5000 meter aflossing: 2014/2015
 Eindklassement 5000 meter aflossing: 2016/2017
 Eindklassement 5000 meter aflossing: 2015/2016
Bibi Arts · Teun Boer · Hugo Bosma · Zoë Deltrap · Friso Emons · Kay Huisman· Yara van Kerkhof · Niels Kingma · Sjinkie Knegt · Daan Kos · Itzhak de Laat · Diede van Oorschot · Selma Poutsma · Sven Roes · Suzanne Schulting · Bram Steenaart · Michelle Velzeboer · Xandra Velzeboer · Jens van 't Wout · Melle van 't Wout

Bondscoach: Niels Kerstholt

Assistent-coach: Kip Carpenter · Haralds Silovs